# Список франкських королев

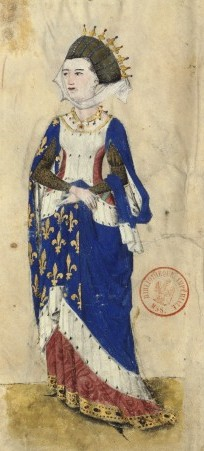
Маргарита Прованська, дружина Людовика IX була останньою французькою королевою, що мала титул королева франків. 14 червня 1237 року вона стала першою королевою Франції

Королеви Франкської держави — дружини франкських королів. Так як монархами франків за традицією і законом могли бути тільки чоловіки, не було правлячих королев франків, хоча деякі жінки правили як регентки.

## Меровінги(450—751)
Сімейний стан деяких дружин ранніх франкських королів неясний, оскільки практикувалася полігамія.

### Салічні франки(до 509)
| Зображення | Ім'я                  | Батько                                               | Дата народження | Шлюб | Стала консорткою | Перестала бути консорткою        | Смерть | Чоловік     |
| ---------- | --------------------- | ---------------------------------------------------- | --------------- | ---- | ---------------- | -------------------------------- | ------ | ----------- |
|            | Верига?               | ?                                                    | ?               | ?    | ?                | 458 смерть чоловіка              | ?      | Меровей     |
|            | Базіна Тюрингська     | Базин, король Тюрінгії                               | 438             | ?    | ?                | 481 смерть чоловіка              | 491    | Хільдерік I |
|            | Евохільда (з Кельна)  | ? франко-Ренська принцеса, ймовірно мати Теодоріха I | 462             | 484  | 484              | ?                                | 510    | Хлодвіг I   |
|            | Клотільда Бургундська | Хільперік II, король бургундів                       | 475             | 493  | 493              | 509 стала королевою всіх франків | 545    | Хлодвіг I   |

### Королеви всіх франків (509—511)
| Зображення | Ім'я                  | Батько                         | Дата народження | Шлюб | Стала консорткою                  | Перестала бути консорткою        | Смерть | Чоловік   |
| ---------- | --------------------- | ------------------------------ | --------------- | ---- | --------------------------------- | -------------------------------- | ------ | --------- |
|            | Клотільда Бургундська | Хільперік II, король бургундів | 475             | 493  | 509 сходження чоловіка на престол | 27 листопада 511 смерть чоловіка | 545    | Хлодвіг I |

Хлодвіг I об'єднав всі дрібні франкські королівства, а також більшу частину Римської Галлії під своїм управлінням, завоювавши володіння Суассон римського полководця Сиагрія і вестготське королівство Тулуза. Він зробив своєю основною резиденцією в Париж, поряд з Суассоном, Реймсом, Мецом і Орлеаном. Після його смерті королівство було розділене між його чотирма синами.

#### Королеви Суассона (511—558)
| Зображення                    | Ім'я                      | Батько                                       | Дата народження | Шлюб      | Стала консорткою | Перестала бути консорткою                                                  | Смерть                     | Чоловік  |
| ----------------------------- | ------------------------- | -------------------------------------------- | --------------- | --------- | ---------------- | -------------------------------------------------------------------------- | -------------------------- | -------- |
|                               | Гунтека Бургундська       | Годомар II, король бургундів                 | близько 495     | після 523 | після 523        | 524/540                                                                    | 524/540                    | Хлотар I |
|                               | Радегунда Тюринзька       | Бертахар, король тюрингів                    | 486-516         | 525/545   | 525/545          | після 531 щлюб анульований                                                 | 13 серпня 586              | Хлотар I |
|                               | Інгунда Тюрінзька         | Бадер, король тюрингів                       | 490-510         | 526/550   | 526/550          | ? імовірно 546 або пізніше                                                 | ? імовірно 546 або пізніше | Хлотар I |
|                               | Вульдетрада Лангобардська | Вахо, король лангобардів (Династія летінгів) | 521-542         | 555/559   | 555/559          | 555/61 віддана в дружини герцогу Баварії Гарібальду I за порадою єпископів | ? після 526                | Хлотар I |
| Стали королевами всіх франків |                           |                                              |                 |           |                  |                                                                            |                            |          |

#### Королеви Парижа (511—558)
| Зображення                                  | Ім'я        | Батько | Дата народження | Шлюб | Стала консорткою                               | Перестала бути консорткою     | Смерть | Чоловік      |
| ------------------------------------------- | ----------- | ------ | --------------- | ---- | ---------------------------------------------- | ----------------------------- | ------ | ------------ |
|                                             | Вультрогота | ?      | 497             | ?    | 27 листопада 511 сходження чоловіка на престол | 23 грудня 558 смерть чоловіка | 566    | Хільдеберт I |
| Королівство перейшло під управління Суасона |             |        |                 |      |                                                |                               |        |              |

#### Королеви Орлеана (511—524)
| Зображення                                                   | Ім'я                | Батько                       | Дата народження | Шлюб        | Стала консорткою | Перестала бути консорткою     | Смерть | Чоловік  |
| ------------------------------------------------------------ | ------------------- | ---------------------------- | --------------- | ----------- | ---------------- | ----------------------------- | ------ | -------- |
|                                                              | Гунтека Бургундська | Годомар II, король бургундів | близько 495     | 514 або 521 | 514 або 521      | 21 червня 524 смерть чоловіка | 532    | Хлодомир |
| Королівство перейшло під управління Суасона, Парижа і Реймса |                     |                              |                 |             |                  |                               |        |          |

#### Королеви Реймса (511—555)
| Зображення                                  | Ім'я                      | Батько                      | Дата народження | Шлюб  | Стала консорткою                   | Перестала бути консорткою | Смерть | Чоловік     |
| ------------------------------------------- | ------------------------- | --------------------------- | --------------- | ----- | ---------------------------------- | ------------------------- | ------ | ----------- |
|                                             | Естер Вестготська         | Аларіх II, король вестготів | 488             | 511   | 511                                | ?                         | 521    | Теодоріх I  |
|                                             | Суавегота Бургундська     | Сигізмунд, король бургундів | 495/96/504      | 516/7 | 516/7                              | 534 смерть чоловіка       | 554    | Теодоріх I  |
|                                             | Візігарда Лангобардська   | Вахо, король лангобардів    | ?               | ?     | 534 сходження чоловіка на престол  | ?                         | ?      | Теодеберт I |
|                                             | Деотерія                  | нащадок галло-римлян        | ?               | ?     | ?                                  | 548 смерть чоловіка       | ?      | Теодеберт I |
|                                             | Вульдетрада Лангобардська | Вахо, король лангобардів    | 531             | ?     | 548? сходження чоловіка на престол | 555? смерть чоловіка      | 572    | Гарібальд I |
| Королівство перейшло під управління Суасона |                           |                             |                 |       |                                    |                           |        |             |

### Королеви всіх франків (558—561)
| Зображення | Ім'я                | Батько                 | Дата народження | Шлюб | Стала консорткою                   | Перестала бути консорткою | Смерть | Чоловік  |
| ---------- | ------------------- | ---------------------- | --------------- | ---- | ---------------------------------- | ------------------------- | ------ | -------- |
|            | Арнегунда Тюринзька | Бадер, король тюрингів | 515             | ?    | 558 сходження чоловіка на престол  | 561 смерть чоловіка       | 573    | Хлотар I |
|            | Хунзіна             | ?                      | ?               | ?    | 558? сходження чоловіка на престол | 561? смерть чоловіка      | ?      | Хлотар I |

| зображення | ім'я                   | батько                       | дата народження | шлюб    | стала консортом                   | Перестала бути консортом                                | смерть                  | чоловік     |
| ---------- | ---------------------- | ---------------------------- | --------------- | ------- | --------------------------------- | ------------------------------------------------------- | ----------------------- | ----------- |
|            | Аудовера               | ?                            | 525?            | 549-558 | 561 сходження чоловіка на престол | ~ 567 шлюб анульований                                  | Жовтень / листопаді 580 | Хільперік I |
|            | Галесвінта Вестготська | Атанагільд, король вестготів | 540             | 567     | 567                               | 568                                                     | 568                     | Хільперік I |
|            | Фредегунда             | 539-553                      | ?               | 568     | 568                               | вересень 584 смерть чоловіка — стала королевою-регентом | 8 грудня 597            | Хільперік I |
|            | Хельдетруда            | ?                            | 575/594         | ?       | ?                                 | ?                                                       | 604/629                 | Хлотар II   |
|            | Бертетруда             | Вагон II, граф Вермандуа     | 582             | ? 613?  | ? 613?                            | 618/619                                                 | 618/619                 | Хлотар II   |
|            | Сіхільда               | Брунулф II, граф Арденн      | 590             | ? 618?  | ? 618?                            | 627                                                     | 627                     | Хлотар II   |

#### Королеви Парижа (561—567)
| Зображення                                            | Ім'я        | Батько           | Дата народження | Шлюб      | Стала консорткою | Перестала бути консорткою | Смерть | Чоловік    |
| ----------------------------------------------------- | ----------- | ---------------- | --------------- | --------- | ---------------- | ------------------------- | ------ | ---------- |
|                                                       | Інгоберга   |                  | 519?            | ?         | ?                | ? шлюб анульований        | 589    | Харіберт I |
|                                                       | Мерофледа   | ворсільщік вовни | ?               | після 561 | після 561        | ?                         | ?      | Харіберт I |
|                                                       | Марковейфа  | ворсільщік вовни | ?               | після 561 | після 561        | ?                         | до 567 | Харіберт I |
|                                                       | Теодогільда | пастух           | ?               | після 561 | після 561        | ?                         | 567    | Харіберт I |
| Розділ територій між Нейстрії, Бургундією і Австразія |             |                  |                 |           |                  |                           |        |            |

#### Королеви Бургундії (Орлеана, 561—613)
| Зображення                                                                       | Ім'я                   | Батько                      | Дата народження | Шлюб | Стала консорткою | Перестала бути консорткою | Смерть    | Чоловік       |
| -------------------------------------------------------------------------------- | ---------------------- | --------------------------- | --------------- | ---- | ---------------- | ------------------------- | --------- | ------------- |
|                                                                                  | Венеранда              | раб                         | ?               | ?    | ?                | ?                         | ?         | Гунтрамн      |
|                                                                                  | Маркатруда             | Магнахар, франкський герцог | ?               | 565? | 565?             | 566?                      | 566?      | Гунтрамн      |
|                                                                                  | Австрігільда           | ?                           | ?               | 567  | 567              | після 580                 | після 580 | Гунтрамн      |
|                                                                                  | Файлевба               | ?                           | ?               | ?    | ?                | ?                         | ?         | Хільдеберт II |
|                                                                                  | Ерменберга Вестготська | Виттерих, король вестготів  | ?               | 606  | 606              | 607 шлюб анульований      | ?         | Теодоріх II   |
| Об'єднана з Австразією в 612 році і перейшла під управління Нейстрії в 613 році. |                        |                             |                 |      |                  |                           |           |               |

#### Королеви Австразії (Реймса і Меца, 561—613)
| Зображення                         | Ім'я                   | Батько                       | Дата народження | Шлюб | Стала консорткою | Перестала бути консорткою  | Смерть | Чоловік       |
| ---------------------------------- | ---------------------- | ---------------------------- | --------------- | ---- | ---------------- | -------------------------- | ------ | ------------- |
|                                    | Брунгільда Вестготська | Атанагільд, король вестготів | 543?            | 567  | 567              | грудня 575 смерть чоловіка | 613    | Сігіберт I    |
|                                    | Файлевба               | ?                            | ?               | ?    | ?                | ?                          | ?      | Хільдеберт II |
|                                    | Біліхільда             | Виттерих, король вестготів   | ?               | 608  | 608              | 610                        | 610    | Теодеберт II  |
|                                    | Теодехільда            | ?                            | ?               | ?    | ?                | ?                          | ?      | Теодеберт II  |
| Приєднана до Бургундії в 612 році. |                        |                              |                 |      |                  |                            |        |               |

### Королеви всіх франків (613—629)
| Зображення | Ім'я       | Батько                   | Дата народження | Шлюб   | Стала консорткою | Перестала бути консорткою     | Смерть       | Чоловік   |
| ---------- | ---------- | ------------------------ | --------------- | ------ | ---------------- | ----------------------------- | ------------ | --------- |
|            | Бертетруда | Вагон II, граф Вермандуа | 582             | ? 613? | ? 613?           | 618/619                       | 618/619      | Хлотар II |
|            | Сіхільда   | Брунулф II, граф Арденн  | ок. 590         | 618    | 618              | 18 жовтня 629 смерть чоловіка | імовірно 627 | Хлотар II |

#### Королеви Нейстрії і Бургундії (629—691)
| Зображення                                        | Ім'я                     | Батько                         | Дата народження | Шлюб    | Стала консорткою                    | Перестала бути консорткою                | Смерть       | Чоловік      |
| ------------------------------------------------- | ------------------------ | ------------------------------ | --------------- | ------- | ----------------------------------- | ---------------------------------------- | ------------ | ------------ |
|                                                   | Гоматруда                | ?                              | 598             | 628     | 628                                 | 629 шлюб анульований                     | після 630    | Дагоберт I   |
|                                                   | Нантільда Саксонська     | ?                              | ок. 610         | ок. 629 | ок. 629                             | 19 січня 639 смерть чоловіка             | 642          | Дагоберт I   |
|                                                   | Рагнетруда               | ?                              | 610?            | ?       | ?                                   | ?                                        | ?            | Дагоберт I   |
|                                                   | Вулфегунда               | ?                              | ?               | ?       | ?                                   | ?                                        | ?            | Дагоберт I   |
|                                                   | Берхільда                | ?                              | ?               | ?       | ?                                   | ?                                        | ?            | Дагоберт I   |
|                                                   | Батильда                 | англосаксонська аристократка   | 626 або 627     | 649     | 649                                 | 27 листопада 655 або 658 смерть чоловіка | 30 січня 680 | Хлодвіг II   |
|                                                   | Амалтхільда              | ?                              | ?               | ?       | ?                                   | ?                                        | ?            | Хлотар III   |
|                                                   | Біліхільда Австразійська | Сигиберт III, король Австразии | 654             | 668     | 673 вторгнення Нейстрії і Бургундії | 675                                      | 675          | Хільдерик II |
|                                                   | Клотільда Герістальська  | Анзегізель                     | 650             | 675     | 675                                 | 679 стала королевою всіх франків         | 3 червня 699 | Теодоріх III |
| Об'єднана з Австразією в єдину франкську державу. |                          |                                |                 |         |                                     |                                          |              |              |

#### Королеви Австразії (623—679)
| Зображення                                                    | Ім'я                     | Батько                         | Дата народження | Шлюб     | Стала консорткою                    | Перестала бути консорткою             | Смерть       | Чоловік      |
| ------------------------------------------------------------- | ------------------------ | ------------------------------ | --------------- | -------- | ----------------------------------- | ------------------------------------- | ------------ | ------------ |
|                                                               | Гоматруда                | ?                              | 598             | 628      | 628                                 | 629 шлюб анульований                  | після 630    | Дагоберт I   |
|                                                               | Нантільда Саксонська     | ?                              | біля 610        | біля 629 | біля 629                            | біля 629 королівство відійшло пасинку | 642          | Дагоберт I   |
|                                                               | Рагнетруда               | ?                              | 610?            | ?        | ?                                   | ?                                     | ?            | Дагоберт I   |
|                                                               | Вулфегунда               | ?                              | ?               | ?        | ?                                   | ?                                     | ?            | Дагоберт I   |
|                                                               | Берхільда                | ?                              | ?               | ?        | ?                                   | ?                                     | ?            | Дагоберт I   |
|                                                               | Хімнехільда Бургундська  | ?                              | ?               | 647      | 647                                 | ?                                     | ?            | Сігіберт III |
|                                                               | Амалтхільда              | ?                              | ?               | ?        | ?                                   | ?                                     | ?            | Хлотар III   |
|                                                               | Біліхільда Австразійська | Сигиберт III, король Австразии | 654             | 668      | 673 вторгнення Нейстрії і Бургундії | 675                                   | 675          | Хільдерік II |
|                                                               | Клотільда Герістальська  | Анзегізель                     | 650             | 675      | 675                                 | 679 стала королевою всіх франків      | 3 червня 699 | Теодоріх III |
| Об'єднана з Нейстрією і Бургундією в єдину франкську державу. |                          |                                |                 |          |                                     |                                       |              |              |

#### Королеви Аквітанії (629—632)
| Зображення | Ім'я                | Батько            | Дата народження | Шлюб | Стала консорткою                            | Перестала бути консорткою    | Смерть | Чоловік     |
| --- | ------------------- | ----------------- | --------------- | ---- | ------------------------------------------- | ---------------------------- | ------ | ----------- |
| | Гізела Гасконська ? | Аманд Гасконський | ?               | ?    | 18 жовтня 629 сходження чоловіка на престол | 8 квітня 632 смерть чоловіка | ?      | Харіберт II |
| | Фульберт ?          | ?                 | ?               | ?    | ?                                           | ?                            | ?      | Харіберт II |
| Королівство перейшло під управління Нейстрії і Бургундії в 632 році і з того часу правити Аквітанією призначалися герцоги. |                     |                   |                 |      |                                             |                              |        |             |

### Королеви всіх франків (629—751)
| Зображення | Ім'я                     | Батько                                                                                   | Дата народження                                                                          | Шлюб                                                                                     | Стала консорткою                                                                         | Перестала бути консорткою                                                                | Смерть                                                                                   | Чоловік        |
| ---------- | ------------------------ | ---------------------------------------------------------------------------------------- | ---------------------------------------------------------------------------------------- | ---------------------------------------------------------------------------------------- | ---------------------------------------------------------------------------------------- | ---------------------------------------------------------------------------------------- | ---------------------------------------------------------------------------------------- | -------------- |
|            | Гоматруда                | ?                                                                                        | 598                                                                                      | 628                                                                                      | 628                                                                                      | 629 шлюб анульований                                                                     | після 630                                                                                | Дагоберт I     |
|            | Нантільда Саксонська     | ?                                                                                        | біля 610                                                                                 | біля 629                                                                                 | біля 629                                                                                 | біля 629 королівство поділено                                                            | 642                                                                                      | Дагоберт I     |
|            | Рагнетруда               | ?                                                                                        | 610?                                                                                     | ?                                                                                        | ?                                                                                        | ?                                                                                        | ?                                                                                        | Дагоберт I     |
|            | Вулфегунда               | ?                                                                                        | ?                                                                                        | ?                                                                                        | ?                                                                                        | ?                                                                                        | ?                                                                                        | Дагоберт I     |
|            | Берхільда                | ?                                                                                        | ?                                                                                        | ?                                                                                        | ?                                                                                        | ?                                                                                        | ?                                                                                        | Дагоберт I     |
|            | Амалтхільда              | ?                                                                                        | ?                                                                                        | ?                                                                                        | 661 сходження чоловіка на престол                                                        | 662 чоловік втрачає Австразію                                                            | ?                                                                                        | Хлотар III     |
|            | Біліхільда Австразійська | Сигиберт III, король Австразії                                                           | 654                                                                                      | 668                                                                                      | 673 сходження чоловіка на престол                                                        | 675                                                                                      | 675                                                                                      | Хільдерік II   |
|            | Клотільда Герістальська  | Анзегізель                                                                               | 650                                                                                      | 675                                                                                      | 679 сходження чоловіка на престол                                                        | 691 смерть чоловіка                                                                      | 3 червня 699                                                                             | Теодоріх III   |
|            | Едонів                   | Ймовірно вигадане ім'я невідомої на ім'я дружини Хільдеберта III і матері Дагоберта III. | Ймовірно вигадане ім'я невідомої на ім'я дружини Хільдеберта III і матері Дагоберта III. | Ймовірно вигадане ім'я невідомої на ім'я дружини Хільдеберта III і матері Дагоберта III. | Ймовірно вигадане ім'я невідомої на ім'я дружини Хільдеберта III і матері Дагоберта III. | Ймовірно вигадане ім'я невідомої на ім'я дружини Хільдеберта III і матері Дагоберта III. | Ймовірно вигадане ім'я невідомої на ім'я дружини Хільдеберта III і матері Дагоберта III. | Хільдеберт III |
|            | Танахільда               | ? біля 680 — біля 696                                                                    | ? біля 680 — біля 696                                                                    | ? біля 680 — біля 696                                                                    | ? біля 680 — біля 696                                                                    | ? біля 680 — біля 696                                                                    | ? біля 680 — біля 696                                                                    | Хлодвіг IV     |
|            | Клотільда де Сакс        | ?                                                                                        | ?                                                                                        | ?                                                                                        | ?                                                                                        | ?                                                                                        | ?                                                                                        | Дагоберто III  |
|            | Хротада                  | ?                                                                                        | ?                                                                                        | ?                                                                                        | ?                                                                                        | ?                                                                                        | ?                                                                                        | Хільперік II   |
|            | Гізела                   | ?                                                                                        | 715                                                                                      | ?                                                                                        | 743 сходження чоловіка на престол                                                        | 751 смерть чоловіка                                                                      | 755                                                                                      | Хільдерік III  |

## Каролінги(751—987)

### Королеви франків та імператриці Заходу (751—843)
| Зображення | Ім'я                    | Батько                        | Дата народження | Шлюб | Стала консорткою | Перестала бути консорткою      | Смерть           | Чоловік   |
| ---------- | ----------------------- | ----------------------------- | --------------- | --- | --- | ------------------------------ | ---------------- | --------- |
|            | Бертрада Лаонська       | Харіберт, граф Лаона          | 710/27          | 740 | листопад 751 як одноосібна королева-консорт франків                                                                     | 24 вересня 768 смерть чоловіка | 12 липня 783     | Піпін I   |
|            | Герберга                | ?                             | ?               | ? | 24 вересня 768 як спів-королева-консорт франків                                                                         | 4 грудня 771 смерть чоловіка   | ?                | Карломан  |
|            | Дезидерат Лангобардська | Дезидерій, король лангобардів | ?               | 770 як спів-королева-консорт франків                                                                                    | 770 як спів-королева-консорт франків                                                                                    | 771 шлюб анульовано            | ?                | Карл I    |
|            | Хільдегарда з Вінцгау   | Герольд I з Вінцгау           | 758             | 771 як одноосібна королева-консорт франків 774 як королева-консорт лангобардів 781 як спів-королева-консорт лангобардів | 771 як одноосібна королева-консорт франків 774 як королева-консорт лангобардів 781 як спів-королева-консорт лангобардів | 30 квітня 783                  | 30 квітня 783    | Карл I    |
|            | Фастрада Франконська    | Радульф, граф Франконський    | 765             | 784 як одноосібна королева-консорт франків і со-королева-консорт лангобардів                                            | 784 як одноосібна королева-консорт франків і со-королева-консорт лангобардів                                            | 10 жовтня 794                  | 10 жовтня 794    | Карл I    |
|            | Ліутгарда Алеманська    | Ліутфрід II, граф Сунг        | 776             | 794 як одноосібна королева-консорт франків і со-королева-консорт лангобардів                                            | 794 як одноосібна королева-консорт франків і со-королева-консорт лангобардів                                            | 4 червня 800                   | 4 червня 800     | Карл I    |
|            | Ірменгарда з Хеспенгау  | Інграмм, граф Хеспенгау       | 778             | 794/5 | 813 як імператриця Заходу і королева-консорт франків                                                                    | 3 жовтня 818                   | 3 жовтня 818     | Людовик I |
|            | Юдіф Баварська          | Вельф I, граф Аргенгау        | 805             | 819 як імператриця Заходу і королева-консорт франків                                                                    | 819 як імператриця Заходу і королева-консорт франків                                                                    | 20 червня 840 смерть чоловіка  | 19/23 квітня 843 | Людовик I |

### Після Верденського договору
В 843 році згідно з Верденським договором Франкське королівство було розділене. Лотару I було дозволено зберегти титул імператора і королівства Італія, і він отримав нещодавно створене Середньо-Франкське королівство (майбутня Лотарингія): центральна від Італії до Північного моря, включаючи західну частину Австразії, Фріз, Ельзас, Бургундію, Прованс і Ломбардію. Карл II Лисий отримав Аквитанію, де йому протистояв Піпін II, син Піпіна I, а також Західно-Франкське королівство (сучасна Франція), землі на захід від володінь Лотара. Людовик II Німецький отримав Баварію і Східно-Франкське королівство (сучасна Німеччина), землі на схід від території Лотаря.
Таким чином Ірментруда Орлеанська (перша дружина Карла II) стала королевою Західної Франкії, Емма Баварська (дружина Людовика II) стала королевою Східної Франкії, а Ірменгарда Турська (дружина Лотара I) стала королевою Середньої Франкії. Титул королеви франків зберігався протягом в XII—XIII століть.

### Королеви франків і імператриці Заходу (843—987)
| Західно-Франкське королівство                                                                                                | Західно-Франкське королівство                                                                                                | Західно-Франкське королівство                                                                                                | Середньо-Франкське королівство                                                                                               | Середньо-Франкське королівство                                                                                               | Середньо-Франкське королівство | Середньо-Франкське королівство | Східно-Франкське королівство | Східно-Франкське королівство | Східно-Франкське королівство | Чоловік                                                      |
| --- | --- | --- | --- | --- | --- | --- | --- | --- | --- | ------------------------------------------------------------ |
| посилання= Ірментруда Орлеанська Королева Аквітанії: 842-855 Королева Західної Франкії: 843-869                              | посилання= Ірментруда Орлеанська Королева Аквітанії: 842-855 Королева Західної Франкії: 843-869                              | посилання= Ірментруда Орлеанська Королева Аквітанії: 842-855 Королева Західної Франкії: 843-869                              | Ірменгарда Турська Королева Італії: 818—844 Королева Середньої Франкії: 843—851 Імператриця Заходу: 821—851                  | Ірменгарда Турська Королева Італії: 818—844 Королева Середньої Франкії: 843—851 Імператриця Заходу: 821—851                  | Ірменгарда Турська Королева Італії: 818—844 Королева Середньої Франкії: 843—851 Імператриця Заходу: 821—851                                                            | Ірменгарда Турська Королева Італії: 818—844 Королева Середньої Франкії: 843—851 Імператриця Заходу: 821—851                                                            | посилання= Емма Баварська Королева Баварії: 817-843 Королева Східної Франкії: 843-876                                                                                  | посилання= Емма Баварська Королева Баварії: 817-843 Королева Східної Франкії: 843-876                                                                                  | посилання= Емма Баварська Королева Баварії: 817-843 Королева Східної Франкії: 843-876                                                                                  | Карл II Лотар I Людовик II Німецький                         |
| посилання= Ірментруда Орлеанська Королева Аквітанії: 842-855 Королева Західної Франкії: 843-869                              | посилання= Ірментруда Орлеанська Королева Аквітанії: 842-855 Королева Західної Франкії: 843-869                              | посилання= Ірментруда Орлеанська Королева Аквітанії: 842-855 Королева Західної Франкії: 843-869                              | Ангельберга Пармська Королева Італії: 851—875 Імператриця Заходу: 850—875                                                    | Ангельберга Пармська Королева Італії: 851—875 Імператриця Заходу: 850—875                                                    | Теутберга Королева Лотарингії: 855—869 | Теутберга Королева Лотарингії: 855—869 | посилання= Емма Баварська Королева Баварії: 817-843 Королева Східної Франкії: 843-876                                                                                  | посилання= Емма Баварська Королева Баварії: 817-843 Королева Східної Франкії: 843-876                                                                                  | посилання= Емма Баварська Королева Баварії: 817-843 Королева Східної Франкії: 843-876                                                                                  | Карл II Людовик II Італійський Лотар II Людовик II Німецький |
| посилання= Рішільда Прованська Королева Західної Франкії: 870—877 Королева Італії: 875—877 Імператриця Заходу: 875—877       | посилання= Рішільда Прованська Королева Західної Франкії: 870—877 Королева Італії: 875—877 Імператриця Заходу: 875—877       | посилання= Рішільда Прованська Королева Західної Франкії: 870—877 Королева Італії: 875—877 Імператриця Заходу: 875—877       | посилання= Рішільда Прованська Королева Західної Франкії: 870—877 Королева Італії: 875—877 Імператриця Заходу: 875—877       | посилання= Рішільда Прованська Королева Західної Франкії: 870—877 Королева Італії: 875—877 Імператриця Заходу: 875—877       | посилання= Емма Баварська Королева Баварії: 817—843 Королева Східної Франкії: 843—876                                                                                  | посилання= Емма Баварська Королева Баварії: 817—843 Королева Східної Франкії: 843—876                                                                                  | посилання= Емма Баварська Королева Баварії: 817—843 Королева Східної Франкії: 843—876                                                                                  | посилання= Емма Баварська Королева Баварії: 817—843 Королева Східної Франкії: 843—876                                                                                  | посилання= Емма Баварська Королева Баварії: 817—843 Королева Східної Франкії: 843—876                                                                                  | Карл II Людовик II Німецький                                 |
| посилання= Аделаїда Паризька Королева Західної Франкії: 877-879                                                              | посилання= Аделаїда Паризька Королева Західної Франкії: 877-879                                                              | посилання= Аделаїда Паризька Королева Західної Франкії: 877-879                                                              | посилання= Аделаїда Паризька Королева Західної Франкії: 877-879                                                              | посилання= Аделаїда Паризька Королева Західної Франкії: 877-879                                                              | посилання=Ліутгарда Саксонська Королева Саксонії: 879—882 Королева Баварії: 880—882 Королева Східної Франкії: 880—882                                                  | посилання=Ліутгарда Саксонська Королева Саксонії: 879—882 Королева Баварії: 880—882 Королева Східної Франкії: 880—882                                                  | посилання=Ліутгарда Саксонська Королева Саксонії: 879—882 Королева Баварії: 880—882 Королева Східної Франкії: 880—882                                                  | посилання=Ліутгарда Саксонська Королева Саксонії: 879—882 Королева Баварії: 880—882 Королева Східної Франкії: 880—882                                                  | посилання=Ліутгарда Саксонська Королева Саксонії: 879—882 Королева Баварії: 880—882 Королева Східної Франкії: 880—882                                                  | Людовик II Заїка Людовик III                                 |
| посилання= Ріхарда Швабська Імператриця Заходу: 881—888 Королева Східної Франкії: 882—887 Королева Західної Франкії: 884—888 | посилання= Ріхарда Швабська Імператриця Заходу: 881—888 Королева Східної Франкії: 882—887 Королева Західної Франкії: 884—888 | посилання= Ріхарда Швабська Імператриця Заходу: 881—888 Королева Східної Франкії: 882—887 Королева Західної Франкії: 884—888 | посилання= Ріхарда Швабська Імператриця Заходу: 881—888 Королева Східної Франкії: 882—887 Королева Західної Франкії: 884—888 | посилання= Ріхарда Швабська Імператриця Заходу: 881—888 Королева Східної Франкії: 882—887 Королева Західної Франкії: 884—888 | посилання= Ріхарда Швабська Імператриця Заходу: 881—888 Королева Східної Франкії: 882—887 Королева Західної Франкії: 884—888                                           | посилання= Ріхарда Швабська Імператриця Заходу: 881—888 Королева Східної Франкії: 882—887 Королева Західної Франкії: 884—888                                           | посилання= Ріхарда Швабська Імператриця Заходу: 881—888 Королева Східної Франкії: 882—887 Королева Західної Франкії: 884—888                                           | посилання= Ріхарда Швабська Імператриця Заходу: 881—888 Королева Східної Франкії: 882—887 Королева Західної Франкії: 884—888                                           | посилання= Ріхарда Швабська Імператриця Заходу: 881—888 Королева Східної Франкії: 882—887 Королева Західної Франкії: 884—888                                           | Карл III Товстий                                             |
| Теодрада де Труа Королева Західної Франкії: 888—898                                                                          | Теодрада де Труа Королева Західної Франкії: 888—898                                                                          | Теодрада де Труа Королева Західної Франкії: 888—898                                                                          | Теодрада де Труа Королева Західної Франкії: 888—898                                                                          | Теодрада де Труа Королева Західної Франкії: 888—898                                                                          | О так [що?] Королева Східної Франкії: 888—899 Королева Італії: 896—899 Імператриця Заходу: 896—899                                                                     | О так [що?] Королева Східної Франкії: 888—899 Королева Італії: 896—899 Імператриця Заходу: 896—899                                                                     | О так [що?] Королева Східної Франкії: 888—899 Королева Італії: 896—899 Імператриця Заходу: 896—899                                                                     | О так [що?] Королева Східної Франкії: 888—899 Королева Італії: 896—899 Імператриця Заходу: 896—899                                                                     | О так [що?] Королева Східної Франкії: 888—899 Королева Італії: 896—899 Імператриця Заходу: 896—899                                                                     | Одо І Паризький Арнульф                                      |
| Фредеруна Королева Західної Франкії: 907—917                                                                                 | Фредеруна Королева Західної Франкії: 907—917                                                                                 | Фредеруна Королева Західної Франкії: 907—917                                                                                 | Фредеруна Королева Західної Франкії: 907—917                                                                                 | Фредеруна Королева Західної Франкії: 907—917                                                                                 | Кунігунда Швабська Королева Східної Франкії: 913—918 Герцогиня Франконії: 913—918                                                                                      | Кунігунда Швабська Королева Східної Франкії: 913—918 Герцогиня Франконії: 913—918                                                                                      | Кунігунда Швабська Королева Східної Франкії: 913—918 Герцогиня Франконії: 913—918                                                                                      | Кунігунда Швабська Королева Східної Франкії: 913—918 Герцогиня Франконії: 913—918                                                                                      | Кунігунда Швабська Королева Східної Франкії: 913—918 Герцогиня Франконії: 913—918                                                                                      | Карл III Простакуватий Конрад I                              |
| посилання= огіва Уессекська Королева Західної Франкії: 919—922                                                               | посилання= огіва Уессекська Королева Західної Франкії: 919—922                                                               | посилання= огіва Уессекська Королева Західної Франкії: 919—922                                                               | посилання= огіва Уессекська Королева Західної Франкії: 919—922                                                               | посилання= огіва Уессекська Королева Західної Франкії: 919—922                                                               | посилання= Матильда Вестфальська Королева Східної Франкії: 919—936 Герцогиня Саксонії: 912—936                                                                         | посилання= Матильда Вестфальська Королева Східної Франкії: 919—936 Герцогиня Саксонії: 912—936                                                                         | посилання= Матильда Вестфальська Королева Східної Франкії: 919—936 Герцогиня Саксонії: 912—936                                                                         | посилання= Матильда Вестфальська Королева Східної Франкії: 919—936 Герцогиня Саксонії: 912—936                                                                         | посилання= Матильда Вестфальська Королева Східної Франкії: 919—936 Герцогиня Саксонії: 912—936                                                                         | Карл III Простакуватий Роберт I Рауль Генріх I               |
| Беатриса де Вермандуа Королева Західної Франкії: 922—923                                                                     | | | | | посилання= Матильда Вестфальська Королева Східної Франкії: 919—936 Герцогиня Саксонії: 912—936                                                                         | посилання= Матильда Вестфальська Королева Східної Франкії: 919—936 Герцогиня Саксонії: 912—936                                                                         | посилання= Матильда Вестфальська Королева Східної Франкії: 919—936 Герцогиня Саксонії: 912—936                                                                         | посилання= Матильда Вестфальська Королева Східної Франкії: 919—936 Герцогиня Саксонії: 912—936                                                                         | посилання= Матильда Вестфальська Королева Східної Франкії: 919—936 Герцогиня Саксонії: 912—936                                                                         | Карл III Простакуватий Роберт I Рауль Генріх I               |
| Емма Французька Королева Західної Франкії: 923—934                                                                           | | | | | посилання= Матильда Вестфальська Королева Східної Франкії: 919—936 Герцогиня Саксонії: 912—936                                                                         | посилання= Матильда Вестфальська Королева Східної Франкії: 919—936 Герцогиня Саксонії: 912—936                                                                         | посилання= Матильда Вестфальська Королева Східної Франкії: 919—936 Герцогиня Саксонії: 912—936                                                                         | посилання= Матильда Вестфальська Королева Східної Франкії: 919—936 Герцогиня Саксонії: 912—936                                                                         | посилання= Матильда Вестфальська Королева Східної Франкії: 919—936 Герцогиня Саксонії: 912—936                                                                         | Карл III Простакуватий Роберт I Рауль Генріх I               |
| посилання= Герберга Саксонська Королева (Західної) Франкії: 939—954                                                          | посилання= Герберга Саксонська Королева (Західної) Франкії: 939—954                                                          | посилання= Герберга Саксонська Королева (Західної) Франкії: 939—954                                                          | посилання= Герберга Саксонська Королева (Західної) Франкії: 939—954                                                          | посилання= Герберга Саксонська Королева (Західної) Франкії: 939—954                                                          | Після смерті Генріха, останнього короля Східної Франкії, єдиними залишилися Франконське королями стали правителі Східної Франкії, яка стане сучасною державою Франція. | Після смерті Генріха, останнього короля Східної Франкії, єдиними залишилися Франконське королями стали правителі Східної Франкії, яка стане сучасною державою Франція. | Після смерті Генріха, останнього короля Східної Франкії, єдиними залишилися Франконське королями стали правителі Східної Франкії, яка стане сучасною державою Франція. | Після смерті Генріха, останнього короля Східної Франкії, єдиними залишилися Франконське королями стали правителі Східної Франкії, яка стане сучасною державою Франція. | Після смерті Генріха, останнього короля Східної Франкії, єдиними залишилися Франконське королями стали правителі Східної Франкії, яка стане сучасною державою Франція. | Людовик IV                                                   |
| Емма Італійська Королева (Західної) Франкії: 965—986                                                                         | Емма Італійська Королева (Західної) Франкії: 965—986                                                                         | Емма Італійська Королева (Західної) Франкії: 965—986                                                                         | Емма Італійська Королева (Західної) Франкії: 965—986                                                                         | Емма Італійська Королева (Західної) Франкії: 965—986                                                                         | Після смерті Генріха, останнього короля Східної Франкії, єдиними залишилися Франконське королями стали правителі Східної Франкії, яка стане сучасною державою Франція. | Після смерті Генріха, останнього короля Східної Франкії, єдиними залишилися Франконське королями стали правителі Східної Франкії, яка стане сучасною державою Франція. | Після смерті Генріха, останнього короля Східної Франкії, єдиними залишилися Франконське королями стали правителі Східної Франкії, яка стане сучасною державою Франція. | Після смерті Генріха, останнього короля Східної Франкії, єдиними залишилися Франконське королями стали правителі Східної Франкії, яка стане сучасною державою Франція. | Після смерті Генріха, останнього короля Східної Франкії, єдиними залишилися Франконське королями стали правителі Східної Франкії, яка стане сучасною державою Франція. | Лотар                                                        |
| Аделаїда Анжуйська Королева Аквітанії: 980—982                                                                               | Аделаїда Анжуйська Королева Аквітанії: 980—982                                                                               | Аделаїда Анжуйська Королева Аквітанії: 980—982                                                                               | Аделаїда Анжуйська Королева Аквітанії: 980—982                                                                               | Аделаїда Анжуйська Королева Аквітанії: 980—982                                                                               | Після смерті Генріха, останнього короля Східної Франкії, єдиними залишилися Франконське королями стали правителі Східної Франкії, яка стане сучасною державою Франція. | Після смерті Генріха, останнього короля Східної Франкії, єдиними залишилися Франконське королями стали правителі Східної Франкії, яка стане сучасною державою Франція. | Після смерті Генріха, останнього короля Східної Франкії, єдиними залишилися Франконське королями стали правителі Східної Франкії, яка стане сучасною державою Франція. | Після смерті Генріха, останнього короля Східної Франкії, єдиними залишилися Франконське королями стали правителі Східної Франкії, яка стане сучасною державою Франція. | Після смерті Генріха, останнього короля Східної Франкії, єдиними залишилися Франконське королями стали правителі Східної Франкії, яка стане сучасною державою Франція. | Людовик V                                                    |

В 987 році після смерті Людовика V, останнього короля франків з дому Каролінгів, франкські титули отримав будинок Капетингів, і їхні дружини носили титул королеви франків до 1227 року. В історії вони залишилися як королеви Франції.

## література
- Hartmann M. {{{Заголовок}}}. — Stuttgart : W. Kohlhammer Verlag, 2009. — ISBN 978-3-1701-8473-2.